# Josef Kožíšek
Josef Kožíšek (Lužany, 6 de julho de 1861 -  Úvaly, 6 de julho de 1933) foi um poeta, professor e esperantista tcheco.